# Liopterna schlingeri
Liopterna schlingeri là một loài tò vò trong họ Ichneumonidae.